# Liste de peintures de Ferdinand de Braekeleer
Cette page est une liste de peintures du peintre belge Ferdinand de Braekeleer (1792-1883).

## Débuts
| Image | Thème          | Titre | Date | Technique                           | Dimensions   | Lieu de Conservation                     | Référence                                       |
| ----- | -------------- | --- | ---- | ----------------------------------- | ------------ | ---------------------------------------- | ----------------------------------------------- |
|       | Histoire       | Énée portant Anchise salon d'Anvers, 1813                                                                                  | 1813 |                                     |              |                                          | Annuaire                                        |
|       | Biblique       | Tobie enterrant pendant la nuit le cadavre d'un Hébreu laissé sans sépulture salon d'Anvers, 1816                          | 1816 |                                     |              |                                          | Dictionnaire                                    |
|       | Portrait       | La Jeune Villageoise salon d'Anvers, 1816                                                                                  | 1816 |                                     |              |                                          | Annuaire                                        |
|       | Paysage        | Vue des magasins de la ville, nommés Leguyt salon d'Anvers, 1816                                                           | 1816 |                                     |              |                                          | Annuaire                                        |
|       | Scène de genre | Atelier d'un serrurier salon d'Anvers, 1816                                                                                | 1816 |                                     |              |                                          | Annuaire                                        |
|       | Paysage        | Vue prise dans la ville d'Anvers salon de Gand, 1817                                                                       | 1817 | huile sur bois                      | 65 × 54 cm   | Musées royaux des Beaux-Arts de Belgique | Muséeconsulté le 14 décembre 2024               |
|       | Histoire       | Faustulus qui présente à sa femme Romulus et Rémus salon d'Anvers, 1819                                                    | 1819 |                                     |              |                                          | Dictionnaire                                    |
|       | Biblique       | Esaü demandant la bénédiction à son père salon d'Anvers, 1819                                                              | 1819 |                                     |              |                                          | Dictionnaire                                    |
|       | Biblique       | Tobie rend la vue à son père aveugle salon d'Anvers, 1819 Galerie des Prix de Rome                                         | 1819 |                                     |              |                                          | Dictionnaire                                    |
|       | Portrait       | Une jeune fille de Frascati salon d'Amsterdam, 1822                                                                        | 1822 |                                     |              |                                          | Dictionnaire                                    |
|       | Paysage        | La Grotte de Neptune à Tivoli salon d'Amsterdam, 1822                                                                      | 1822 |                                     |              |                                          | Dictionnaire                                    |
|       | Religieux      | Une Sainte Famille salon d'Amsterdam, 1822                                                                                 | 1822 |                                     |              |                                          | Dictionnaire                                    |
|       | Biblique       | Meurtre d'Abel | 1822 |                                     |              |                                          | Annuaire                                        |
|       | Religieux      | Madeleine, Figure à mi-corps                                                                                               | 1822 |                                     |              |                                          | Annuaire                                        |
|       | Scène de genre | Jeune Garçon priant devant le tombeau de ses parents                                                                       | 1825 |                                     |              |                                          | Annuaire                                        |
|       | Scène de genre | Adriaen Brouwer donnant des leçons à Craesbeek                                                                             | 1825 |                                     |              |                                          | Annuaire                                        |
|       | Troubadour     | Rubens peignant "le Chapeau de paille" dans un pavillon de son jardin salon de Gand, 1832                                  | 1826 | huile sur bois                      | 127 × 123 cm | Musée du Louvre                          | Muséeconsulté le 14 décembre 2024               |
|       | Histoire       | La Valeureuse Défense des Anversois Lors de l'entreprise du Duc d'Anjou contre la ville le 17 janvier 1583                 | 1827 | huile sur toile                     | 109 × 137 cm | Musée de l'Ermitage, Saint-Pétersbourg   | Annuaire Muséeconsulté le 15 décembre 2024      |
|       | Histoire       | Frans Mieris, Jan Lievens, et Brekelenkam devant le cabaret de Jan Steen                                                   | 1828 |                                     |              |                                          | Annuaire                                        |
|       | Histoire       | Vue de l'intérieur de la citadelle d'Anvers le lendemain de sa reddition Galerie de S. M. le Roi                           | 1828 |                                     |              |                                          | Annuaire                                        |
|       | Histoire       | Kenau Hasselaar à la tête des femmes pendant le siège de Haarlem                                                           | 1829 | huile sur toile                     | 83 × 97 cm   | musée Teyler, Haarlem                    | Muséeconsulté le 14 décembre 2024               |
|       | Histoire       | Le Boulanger, tableau représentant la trahison et la défaite du duc d'Anjou à Anvers salon de Bruxelles de 1830            | 1830 |                                     |              |                                          | Dictionnaire                                    |
|       | Scène de genre | Chasseur au repos | 1837 | huile sur bois                      | 45 × 37 cm   | Musée royal des Beaux-Arts d'Anvers      | Muséeconsulté le 14 décembre 2024               |
|       | Histoire       | La Citadelle d'Anvers, après le bombardement salon d'Anvers, 1834                                                          | 1832 | huile sur toile                     | 167 × 286 cm | Musée royal des Beaux-Arts d'Anvers      | Muséeconsulté le 14 décembre 2024               |
|       | Histoire       | La Citadelle d'Anvers, après le bombardement                                                                               | 1832 | huile sur toile                     | 53 × 83 cm   | Musées royaux des Beaux-Arts de Belgique | Muséeconsulté le 19 décembre 2024               |
|       | Allégorie      | Le Myope et sa Femme sourde salon d'Anvers de 1834                                                                         | 1834 |                                     |              |                                          | Dictionnaire                                    |
|       | Histoire       | Scène d'inondation en Frise, en 1570 salon d'Anvers de 1834                                                                | 1834 |                                     |              |                                          | Dictionnaire                                    |
|       | Histoire       | Un chat sauve un enfant endormi en dirigeant sa berge salon d'Anvers de 1834                                               | 1834 |                                     |              |                                          | Dictionnaire                                    |
|       | Scène de genre | Scène musicale burlesque salon d'Anvers de 1834                                                                            | 1834 |                                     |              |                                          | Dictionnaire                                    |
|       | Histoire       | Courageuse Défense de Tournai, lors du siège, par la princesse d'Espinoy (prince de Ligne), en 1581 salon d'Anvers de 1834 | 1834 |                                     |              |                                          | Annuaire                                        |
|       | Histoire       | Orphelins sans asile pendant le bombardement d'Anvers 2è octobre 1830                                                      | 1834 |                                     |              |                                          | Annuaire                                        |
|       | Scène de genre | La Chute imprévue salon de Gand de 1835                                                                                    | 1835 |                                     |              |                                          | Dictionnaire                                    |
|       | Histoire       | Dévouement des magistrats et des citoyens d'Anvers le 4 novembre 1576 salon de Bruxelles de 1836                           | 1836 |                                     |              |                                          | Dictionnaire                                    |
|       | Scène de genre | La Maîtresse d'école salon de Bruxelles de 1836                                                                            | 1836 |                                     |              |                                          | Dictionnaire                                    |
|       | Histoire       | La Furie espagnole à Anvers                                                                                                | 1837 | huile sur toile                     | 473 × 686 cm | Musée royal des Beaux-Arts d'Anvers      | Muséeconsulté le 14 décembre 2024               |
|       | Scène de genre | Le Généalogiste | 1837 |                                     |              | Kunsthalle de Hambourg                   | Annuaire                                        |
|       | Scène de genre | L'Heureux Ménage Exposition des beaux-arts d'Anvers de 1837                                                                | 1837 |                                     |              |                                          | Annuaire                                        |
|       | Scène de genre | Le Bénédicité (La Prière)                                                                                                  | 1837 | huile sur acajou                    | 44 × 38 cm   | Collection privée, Vente 2024            | Annuaire Invaluableconsulté le 15 décembre 2024 |
|       | Scène de genre | Le Retour du marché | 1838 |                                     |              |                                          | Annuaire                                        |
|       | Scène de genre | Le Comte de mi-carême à l'école des enfants                                                                                | 1839 | huile sur bois                      | 105 × 120 cm | Musées royaux des Beaux-Arts de Belgique | Muséeconsulté le 14 décembre 2024               |
|       | Scène de genre | Le Jubilé de 50 ans de mariage                                                                                             | 1839 | huile sur bois                      | 106 × 120 cm | Musées royaux des Beaux-Arts de Belgique | Muséeconsulté le 14 décembre 2024               |
|       | Scène de genre | Lecture entre amis dans la cuisine animée                                                                                  | 1839 | huile sur chêne                     | 57 × 41 cm   | Collection privée, vente 2024            | Invaluableconsulté le 15 décembre 2024          |
|       | Scène de genre | Une querelle à la suite d'un jeu de cartes                                                                                 | 1840 |                                     |              |                                          | Annuaire                                        |
|       | Scène de genre | Le Ménétrier | 1840 |                                     |              |                                          | Annuaire                                        |
|       | Scène de genre | Régal de gaufres par les grands-parents                                                                                    | 1842 |                                     |              |                                          | Annuaire                                        |
|       | Scène de genre | La Fierté et la Joie d'une mère anversoise                                                                                 | 1842 | huile sur bois                      | 63 × 48 cm   | Collection privée, Vente 2024            | Invaluableconsulté le 15 décembre 2024          |
|       | Scène de genre | Cuisine d'hôtellerie | 1843 |                                     |              |                                          | Annuaire                                        |
|       | Scène de genre | La Leçon de musique | 1844 | huile sur panneau                   | 98 × 136 cm  | Collection privée, vente 2017            | Christie'sconsulté le 14 décembre 2024          |
|       | Scène de genre | Distribution des prix dans une école de village                                                                            | 1844 |                                     |              |                                          | Annuaire                                        |
|       | Histoire       | Jan Steen et sa Famille | 1845 |                                     |              |                                          | Annuaire                                        |
|       | Scène de genre | L'Amateur de pigeons en fureur                                                                                             | 1846 |                                     |              |                                          | Annuaire                                        |
|       | Scène de genre | Les Orphelins du pêcheur                                                                                                   | 1846 |                                     |              |                                          | Annuaire                                        |
|       | Scène de genre | Intérieur avec personnages                                                                                                 | 1848 | huile sur panneau                   | 57 × 49 cm   | Musée d'Amsterdam                        | Muséeconsulté le 14 décembre 2024               |
|       | Scène de genre | Le Tisserand malheureux | 1848 |                                     |              |                                          | Annuaire                                        |
|       | Histoire       | Albert Beylinc, le Régulus hollandais                                                                                      | 1848 |                                     |              |                                          | Annuaire                                        |
|       | Scène de genre | L'Oiseau s'est envolé | 1848 | huile sur panneau                   | 44 × 36 cm   | Musée de l'Ermitage                      | Muséeconsulté le 15 décembre 2024               |
|       | Scène de genre | L'Espionne | 1849 |                                     |              |                                          | Annuaire                                        |
|       | Scène de genre | La Balançoire | 1849 |                                     |              |                                          | Annuaire                                        |
|       | Scène de genre | L'Embarras du chasseur | 1849 |                                     |              |                                          | Annuaire                                        |
|       | Scène de genre | La Fête de Saint-Thomas Galerie du roi                                                                                     | 1849 |                                     |              |                                          | Annuaire                                        |
|       | Scène de genre | La Médecine | 1852 |                                     |              |                                          | Annuaire                                        |
|       | Scène de genre | Le Jour des pommes | 1853 | huile sur panneau                   | 65 × 77 cm   | Collection privée, vente 2014            | Christie'sconsulté le 14 décembre 2024          |
|       | Scène de genre | Le Maître d'école | 1854 | huile sur bois                      | 90 × 109 cm  | Musée royal des Beaux-Arts d'Anvers      | Muséeconsulté le 14 décembre 2024               |
|       | Portrait       | Autoportrait | 1854 | huile sur toile                     | 119 × 93 cm  | Musée royal des Beaux-Arts d'Anvers      | Muséeconsulté le 14 décembre 2024               |
|       | Scène de genre | La Suite du jeu | 1855 |                                     |              |                                          | Annuaire                                        |
|       | Scène de genre | La Raillerie | 1855 |                                     |              |                                          | Annuaire                                        |
|       | Scène de genre | La Bénédiction | 1855 |                                     |              |                                          | Annuaire                                        |
|       | Histoire       | La Cérémonie de l'inauguration du roi Léopold Ier le 21 juillet 1831                                                       | 1856 | huile sur toile                     | 134 × 203 cm | Musées royaux des Beaux-Arts de Belgique | Muséeconsulté le 15 décembre 2024               |
|       | Scène de genre | Le Fumeur | 1858 | huile sur toile                     | 45 × 36 cm   | Collection privée, Vente 2013            | Annuaire Invaluableconsulté le 15 décembre 2024 |
|       | Scène de genre | Le Prisonnier | 1858 |                                     |              |                                          | Annuaire                                        |
|       | Scène de genre | Deux Souris dans la souricière                                                                                             | 1858 |                                     |              |                                          | Annuaire                                        |
|       | Scène de genre | La Chauve-souris | 1860 | huile sur panneau                   | 106 × 143 cm | Musée des Beaux-Arts de Gand             | Muséeconsulté le 14 décembre 2024               |
|       | Scène de genre | L'Écrivain public | 1860 |                                     |              |                                          | Annuaire                                        |
|       | Scène de genre | Tableau de famille | 1861 | huile sur panneau                   | 69 × 79 cm   | Musée de l'Ermitage, Saint-Pétersbourg   | Muséeconsulté le 15 décembre 2024               |
|       | Scène de genre | Bouderie et Réconciliation                                                                                                 | 1861 |                                     |              |                                          | Annuaire                                        |
|       | Scène de genre | Un marché à Anvers | 1863 |                                     |              |                                          | Annuaire                                        |
|       | Scène de genre | La Dentellière | 1863 |                                     |              |                                          | Annuaire                                        |
|       | Scène de genre | Le Dîner interrompu par un rat                                                                                             | 1864 |                                     |              |                                          | Annuaire                                        |
|       | Scène de genre | La Bénédiction du grand-père                                                                                               | 1864 |                                     |              |                                          | Annuaire                                        |
|       | Histoire       | La Mort du comte Frédéric de Merode                                                                                        | 1864 |                                     |              | Musée royal des Beaux-Arts d'Anvers      | Annuaire                                        |
|       | Histoire       | Démolition de la vieille enceinte d'Anvers avec le Begijnenpoort devant et le Sint-Jorispoort en arrière                   | 1864 | huile sur toile                     | 85 × 115 cm  | Collection privée, Vente 2024            | Invaluableconsulté le 15 décembre 2024          |
|       | Scène de genre | Le Nouveau Né | 1866 | huile sur acajou                    | 40 × 52 cm   | Collection privée, vente 2024            | Annuaire Invaluableconsulté le 15 décembre 2024 |
|       | Scène de genre | La Mouche | 1866 |                                     |              |                                          | Annuaire                                        |
|       | Scène de genre | Le Braconnier | 1866 |                                     |              |                                          | Annuaire                                        |
|       | Paysage        | Feu et Soleil | 1868 |                                     |              |                                          | Annuaire                                        |
|       | Histoire       | Démolition de la vieille enceinte d'Anvers                                                                                 | 1868 |                                     |              | Hôtel de ville d'Anvers                  | Annuaire                                        |
|       | Scène de genre | Scène de marché | 1869 |                                     |              | Hôtel de ville d'Anvers                  | Annuaire                                        |
|       | Scène de genre | Représentation gala | 1871 |                                     |              |                                          | Annuaire                                        |
|       | Scène de genre | La Surprise | 1872 |                                     |              |                                          | Annuaire                                        |
|       | Scène de genre | La Blessure | 1872 |                                     |              |                                          | Annuaire                                        |
|       | Scène de genre | L'École dentellière | 1873 |                                     |              |                                          | Annuaire                                        |
|       | Scène de genre | La Famille indigente | 1873 |                                     |              |                                          | Annuaire                                        |
|       | Scène de genre | L'Échappé | 1873 |                                     |              |                                          | Annuaire                                        |
|       | Scène de genre | Le Départ de la jeune mariée                                                                                               | 1874 |                                     |              |                                          | Annuaire                                        |
|       | Scène de genre | Le Savoyard malheureux | 1875 |                                     |              |                                          | Annuaire                                        |
|       | Scène de genre | Les Bons Voisins | 1876 |                                     |              |                                          | Annuaire                                        |
|       | Scène de genre | Catherine ! Catherine ! | 1876 |                                     |              |                                          | Annuaire                                        |
|       | Scène de genre | Après le combat de coqs | 1876 |                                     |              |                                          | Annuaire                                        |
|       | Scène de genre | La Lecture politique | 1876 |                                     |              |                                          | Annuaire                                        |
|       | Scène de genre | Atout | 1876 | huile sur panneau                   | 30 × 24 cm   | Musée national de l'art de Norvège       | Muséeconsulté le 14 décembre 2024               |
|       | Scène de genre | La Dispute et La Réconciliation                                                                                            | 1878 | Paire d'huiles sur panneau de chêne | 25 × 19 cm   | Collection privée, Vente 2013            | Invaluableconsulté le 15 décembre 2024          |
|       | Scène de genre | Le Retour du marché | 1879 |                                     |              |                                          | Annuaire                                        |
|       | Scène de genre | Le Chat puni | 1879 |                                     |              |                                          | Annuaire                                        |
|       | Scène de genre | Les Apprêts de la musique                                                                                                  | 1879 |                                     |              |                                          | Annuaire                                        |
|       | Scène de genre | L'École de village | 1880 |                                     |              |                                          | Annuaire                                        |
|       | Scène de genre | Le Crépuscule | 1880 |                                     |              |                                          | Annuaire                                        |
|       | Scène de genre | La Sieste | 1880 |                                     |              |                                          | Annuaire                                        |
|       | Scène de genre | Les Maraudeurs | 1881 |                                     |              |                                          | Annuaire                                        |
|       | Scène de genre | La Saint-Thomas (inachevé)                                                                                                 | 1881 |                                     |              |                                          | Annuaire                                        |

## Dates non documentées
| Image | Thème          | Titre                                    | Date | Technique         | Dimensions  | Lieu de Conservation           | Référence                            |
| ----- | -------------- | ---------------------------------------- | ---- | ----------------- | ----------- | ------------------------------ | ------------------------------------ |
|       | Scène de genre | Le Concert                               |      | huile sur panneau | 79 × 100 cm | Collection privée, Vente 2019  | Lempertzconsulté le 14 décembre 2024 |
|       | Scène de genre | Chanteurs                                |      | huile sur panneau | 28 × 25 cm  | Musée Groeninge, Bruges        | Balatconsulté le 14 décembre 2024    |
|       | Scène de genre | Après l'Accouchement                     |      | huile sur panneau | 63 × 68 cm  | Musée d'Amsterdam              | Balatconsulté le 14 décembre 2024    |
|       | Scène de genre | Après une dispute                        |      | huile sur bois    | 36 × 30 cm  | Musée des Beaux-Arts Pouchkine | Muséeconsulté le 14 décembre 2024    |
|       | Scène de genre | Devant l'auberge (vin, amour et musique) |      | huile sur bois    |             | Musée des Beaux-Arts Pouchkine | Muséeconsulté le 14 décembre 2024    |

## [réf.nécessaire]
- Saint Sébastien ;
- Les Mangeurs d'huitres, 1829 ;
- Scène d'auberge avec des musiciens, 1843
- L'Écolier coquin, 1847 ; Kunsthalle de Hambourg ;
- Siège de Haarlem musée Teyler ;
- Vieux chasseur avec une jeune femme, 1867, collection privée ;
- Chasse à la souris, 1873 ;
- Le Chasseur endormi, 1881 ;